# ヴィーツェプスク・スラヴャンスキー・バザール
国際芸術祭『ヴィーツェプスク・スラヴャンスキー・バザール』（ロシア語: Международный фестиваль искусств "Славянский базар в Витебске"、英語: The International Festival of Arts "Slavianski Bazaar in Vitebsk"、ベラルーシ語: Міжнародны фестываль мастацтваў «Славянскі базар у Віцебску»、ウクライナ語: Міжнародний фестиваль мистецтв «Слов'янський базар у Вітебську»）、またはスラヴ・バザールは、ベラルーシ・ヴィーツェプスク（ヴィーチェプスク）で開催される音楽祭であり、ベラルーシ政府の後援により1992年に始まった。ベラルーシやロシア、ウクライナ、旧ユーゴスラビア諸国やポーランド、ブルガリアからの参加アーティストが多くを占めるが、非スラヴ諸国も含めてその他の国々からの参加者も多数ある。この音楽祭は1998年よりInternational Federation of Festival Organizations（FIDOF）に加盟している。

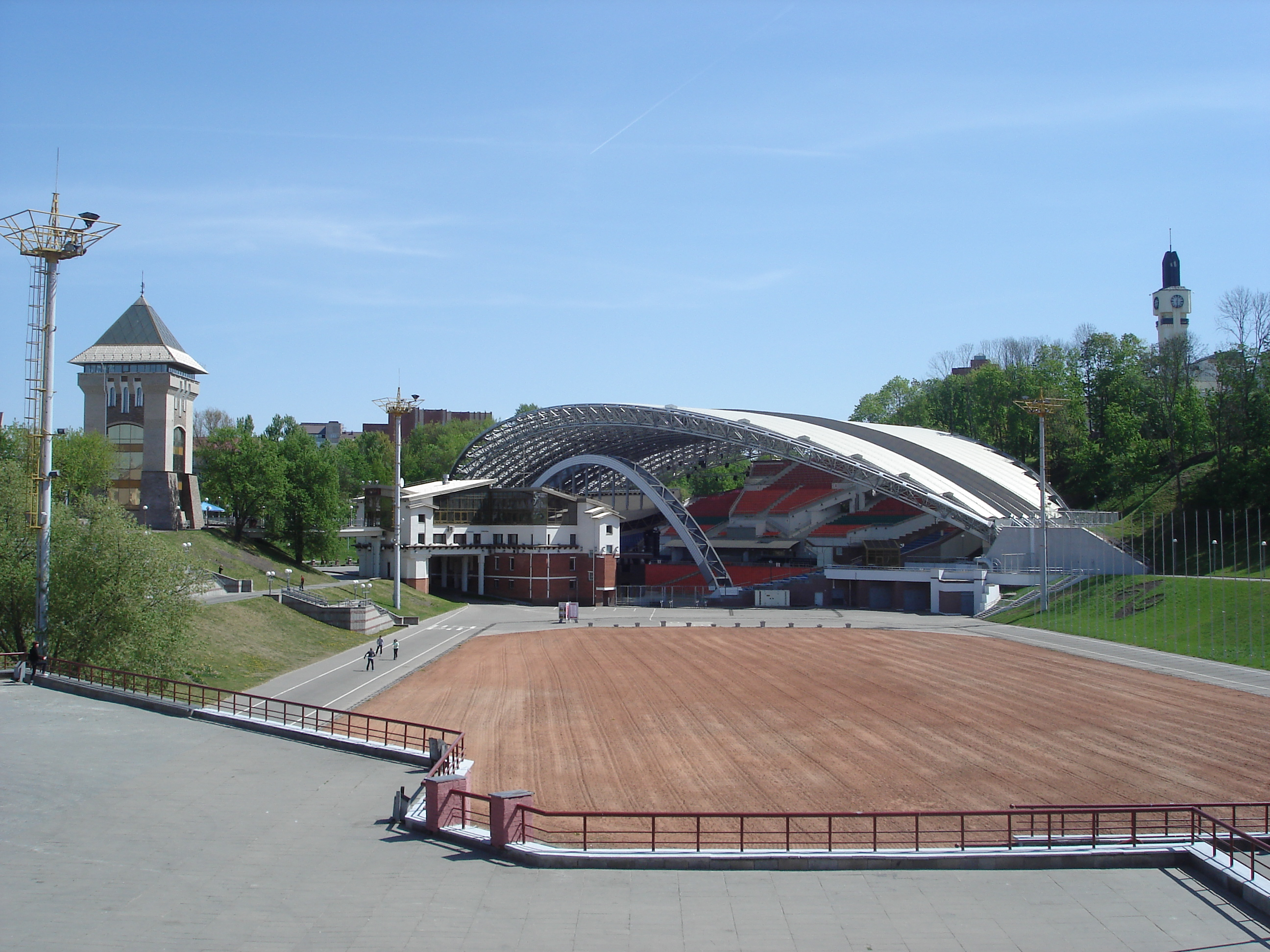
会場となるヴィーツェプスクの屋外劇場

## 歴史
かつてヴィーツェプスクで開催されていたヴィーツェプスク・ポーランド音楽祭（ポーランド語:  Festiwal Piosenki Polskiej w Witebsku） を前身とする。ポーランド音楽祭は、当時ソビエトの一部であったヴィーツェプスクがポーランドのジェロナ・グラと結んだ合意により開催が決まったものであり、ジェロナ・グラでは1965年からソビエト音楽祭（ポーランド語:  Festiwal Piosenki Radzieckiej）を開催していた。現在の音楽祭の会場となっている屋外劇場は、こうした催事のために1988年に建造された。劇場施設には舞台のほかにもテニスコートやエアロビック・ジム、レストラン、カフェ・バーが設置されている。
ポーランド音楽祭は1988年と1990年の2回開催されたが、その後のソビエト連邦の崩壊により、それまでの東側ブロックの結びつきが絶たれる。そこでポーランド音楽祭に変わるものとして、スラヴ諸民族の文化の多様性を象徴する文化的催事が発案された。第1回のスラヴャンスキー・バザール音楽祭は1992年に開催された。音楽祭はベラルーシ政府が主催し、ロシアおよびウクライナからの資金援助により実現した。当初の目的は、スラヴ諸国のポップ・ミュージックや民俗音楽のトレンドをベラルーシの人々に見せることであった。
1993年に音楽祭はInternational Federation of Festival Organizations (FIDOF) に加盟する。その後、非スラヴ圏からも関心が示され、大会は文化的多様性を増していく。1995年からは「国際芸術祭」の名を冠してコンセプトを新たにし、映画作品の出展や民俗芸術フェアなどが大会に盛り込まれるようになった。1998年より大会はベラルーシとロシアの2国共同の文化事業となり、ヴィーツェプスクの名が公式に名称に組み込まれ、国際芸術祭『ヴィーツェプスク・スラヴャンスキー・バザール』となった。
大会は運営の質の高さ、プロフェッショナリズム、もてなしの心、そして国際的水準での崇高なヒューマニズム的目的によりFIDOF Festival of the Year 2000に表彰された。

## 大会概要
フェスティバルでは、ヴィーツェプスクの名を冠した若手歌手のコンテストが開催される。コンテストは2つのステージに分かれており、それぞれ別の日に開催される。初日のステージでは参加歌手はそれぞれの母国語での歌を披露する。歌はすべてライブに限られ、伴奏はバック・トラックが使用される。2日目のステージで披露される楽曲は、スラヴ圏のどの国の作曲者によるものでもよく、また歌詞もスラヴ語派のどの言語でもよい。2日目のステージでも歌はすべてライブに限られ、また伴奏はベラルーシ国家コンサート・オーケストラが担当する。
受賞者の決定は審査員によって行われる。審査員は通常10人であり、かつての優勝者や参加者、その他の著名な人物などが担当する。参加歌手のパフォーマンスが終わった後、審査員はそれぞれ10点から0点までの得点をつける。2日目のパフォーマンスがすべて終わった時点で得点が合計され、参加歌手の順位が確定、優勝者が決まる。
コンテストでもっとも良好な成果をあげているのはウクライナであり、5回の優勝を経験している。最初の6回の大会で、ウクライナはユーゴスラビア連邦共和国とともに優勝者の地位を独占した。この音楽祭は、ルスラナやタイシヤ・ポヴァリー、トシェ・プロエスキ、ピョートル・エルフィモフ、ジェリコ・ヨクシモヴィッチといった歌手たちのキャリアの原点となってきた。

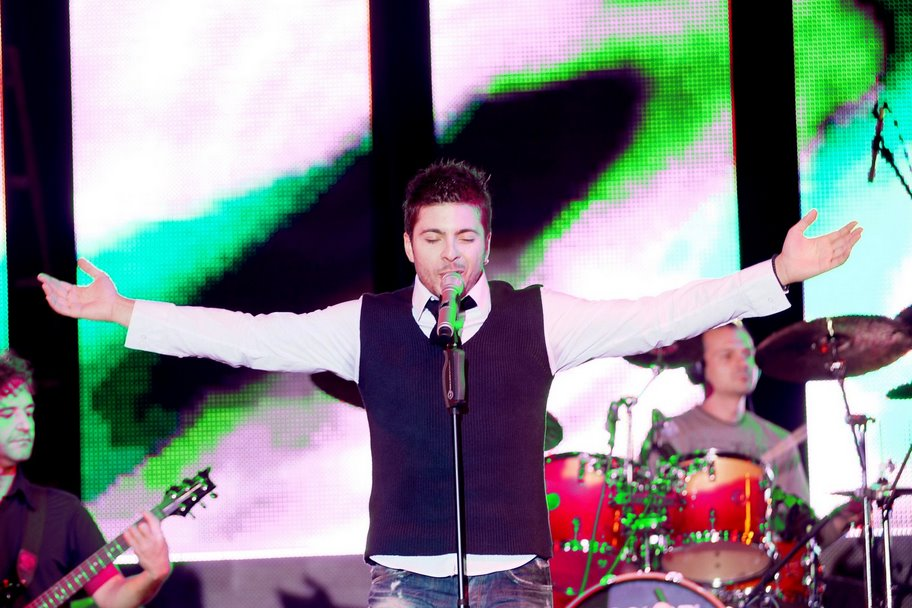
マケドニア共和国の歌手・トシェ・プロエスキ。2000年のコンテストで優勝した。

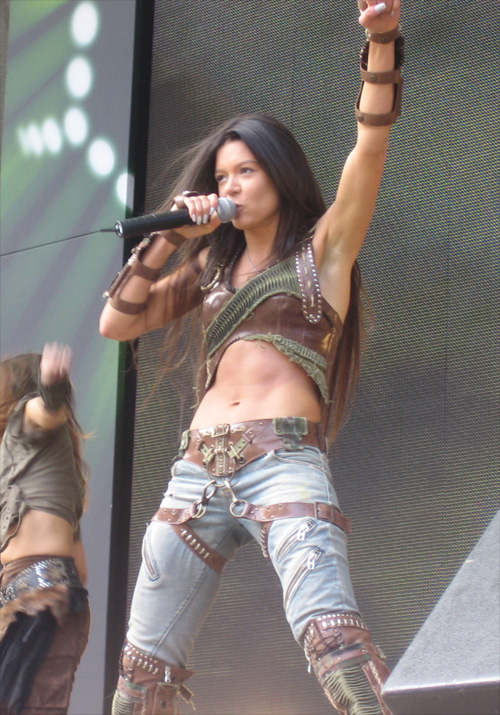
ウクライナの歌手・ルスラナは、その後大きな成功を収めた

| 年   | 国             | 歌手                                                   |
| ---- | -------------- | ------------------------------------------------------ |
| 1992 | ウクライナ     | Oleksa Berest                                          |
| 1993 | ウクライナ     | タイシヤ・ポヴァリー                                   |
| 1994 | ウクライナ     | オレクサンドル・ポノマリョウ                           |
| 1995 | ユーゴスラビア | フィリップ・ジュマヘル（Filip Žmaher）                 |
| 1996 | ウクライナ     | ルスラナ                                               |
| 1997 | ユーゴスラビア | スヴェトラーナ・スラヴコヴィッチ（Svetlana Slavković） |
| 1998 | イスラエル     | Rafael                                                 |
| 1999 | ユーゴスラビア | ジェリコ・ヨクシモヴィッチ                             |
| 2000 | 北マケドニア   | トシェ・プロエスキ                                     |
| 2001 | ロシア         | Theona Dolnikova                                       |
| 2002 | ユーゴスラビア | ミロヴァン・ジモニッチ（Milovan Zimonjić）             |
| 2003 | ベラルーシ     | Maxim Sapatskov                                        |
| 2004 | ベラルーシ     | ピョートル・エルフィモフ                               |
| 2005 | ベラルーシ     | ポリーナ・スモロヴァ                                   |
| 2006 | ロシア         | Oksana Bogoslovskaya                                   |
| 2007 | ウクライナ     | Natalya Krasnyanskaya                                  |
| 2008 | リトアニア     | ドニ・モンテル                                         |
| 2009 | ロシア         | Dmitry Danilenko                                       |
| 2010 | クロアチア     | ダミル・ケジョ                                         |
| 2011 | ベラルーシ     | アリョーナ・ランスカヤ                                 |
| 2012 | 北マケドニア   | ボビ・モイソスキ                                       |
| 2013 | ポーランド     | Michał Kaczmarek                                       |
| 2014 | メキシコ       | Rodrigo de la Cadena                                   |
| 2015 | カザフスタン   | ディマシュ・クダイベルゲン                             |
| 2016 | ベラルーシ     | Alexey Gross                                           |
| 2017 | ウクライナ     | Vlad Sytnik                                            |
| 2018 | ルーマニア     | Marcel Roșca                                           |
| 2019 | カザフスタン   | Adilhan Makin                                          |

## こどもコンテスト
2003年より年少者向けのコンテストが開催されるようになり、フェスティバルは更に多様性に富んだものとなった。このコンテストは、東ヨーロッパにおける年少者向けの有力な音楽祭となり、ジュニア・ユーロビジョン・ソング・コンテストの参加者を輩出するようになった。

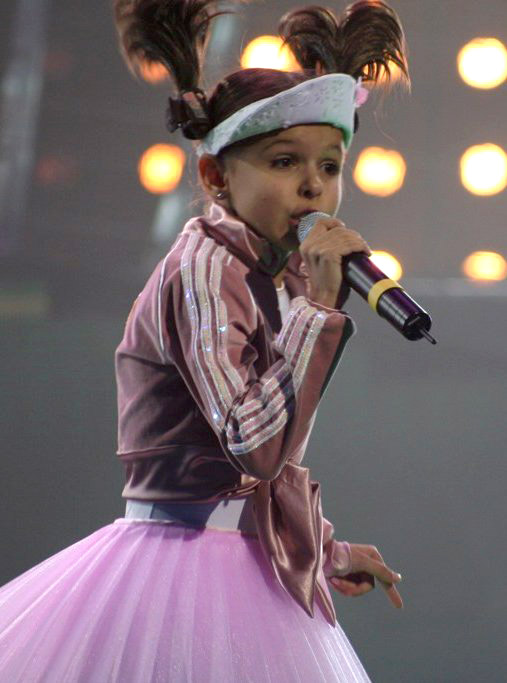
クセーニヤ・シートニク。このコンテストで優勝を果たし、その後ジュニア・ユーロビジョン・ソング・コンテスト2005でも優勝する。

| 年   | 国           | 歌手                                                       |
| ---- | ------------ | ---------------------------------------------------------- |
| 2003 | ルーマニア   | ノニ・ラズヴァン・エネ                                     |
| 2004 | ロシア       | Roman Grichushnikov                                        |
| 2005 | ベラルーシ   | クセーニヤ・シートニク                                     |
| 2006 | ポーランド   | カタジナ・ミェドニク                                       |
| 2007 | ベラルーシ   | アンドレイ・クネツ                                         |
| 2008 | アルメニア   | Luara Hayrapetyan                                          |
| 2009 | ルーマニア   | マリア・クリスティナ・クラチウン（Maria Cristina Crăciun） |
| 2010 | ルーマニア   | マリオ・ガレタヌ（Mario Galatanu）                         |
| 2011 | ルーマニア   | ラルカ・エレナ・ウルス（Raluca Elena Ursu）                |
| 2012 | ジョージア   | Mariam Bichoshvili                                         |
| 2013 | ブルガリア   | Presijana Dimitrova                                        |
| 2014 | ウクライナ   | Anastasia Bahinska                                         |
| 2015 | カザフスタン | Luisa Nurkuatova                                           |
| 2016 | ロシア       | Anastasiya Gladilina                                       |
| 2017 | ベラルーシ   | Maria Magilnaya                                            |
| 2018 | ウクライナ   | Oleksandr Balabanov                                        |